# Победа (Волгоградская область)
Побе́да — посёлок в Быковском районе Волгоградской области России.

## География
Посёлок расположено в Заволжье, в 10 километрах восточнее Волги (Волгоградского водохранилища). Районный центр — рабочий посёлок Быково, расположен в 12 километрах северо-западнее, по трассе путь составляет около 20 км. В 8 километрах западнее села проходит трасса Р226.
По оценкам Росстата, население посёлка на 1 января 2012 года составляет 1031 человек.

## Инфраструктура
В посёлке есть центральное теплоснабжение, магазины, газопровод, фельдшерско-акушерский пункт, Побединская средняя общеобразовательная школа (на 2011 год обучалось 130 человек), отделение почтовой связи 404080.

## История
На 1 января 1955 года в Быковском поселковом совете Быковского района значился Центральный хутор колхоза «Победа» и ещё 16 населённых пунктов, относящихся к данному колхозу. Установить, какой именно из этих населённых пунктов впоследствии стал посёлком Победа, не представляется возможным, поскольку название это довольно распространённое для советской топонимики.
На 1 июля 1968 года посёлок Победа входил в состав Быковского поселкового совета. На основании решения Волгоградского облисполкома от 24 августа 1983 года № 24/539 в Быковском районе был образован в том числе Побединский сельский совет. Центр сельского поселения — посёлок Победа был передан в сельсовет из Быковского поселкового совета. На 1 ноября 1988 года посёлок входил в состав Побединского сельского совета.